# Jason Moore
Jason Moore (nacido en 1984 o 1985) es un editor de Wikipedia estadounidense que se encuentra entre los colaboradores más activos de Wikipedia en inglés por número de ediciones. Editando desde 2007 como «Another Believer», se ha especializado en eventos de actualidad, con cobertura que incluye la pandemia de COVID-19, las protestas por la muerte de George Floyd y la cultura de Portland, Oregón, donde reside. En Wikipedia, Moore ha creado y desarrollado grupos de afinidad de editores o WikiProyectos para el trabajo conjunto sobre estos temas. Como organizador del movimiento Wikimedia, Moore ha organizado reuniones y editatones para capacitar a nuevos editores.

## Wikipedia
Moore se encuentra entre los editores más activos por número de ediciones en la Wikipedia en inglés. A lo largo de su medio millón de ediciones bajo el nombre de usuario «Another Believer» desde 2007, Moore ha creado miles de páginas, incluidos artículos sobre eventos actuales, desastres naturales y ataques terroristas. Algunos de estos artículos incluyen el asalto al Capitolio de los Estados Unidos de 2021, el tiroteo de Búfalo de 2022 y el tiroteo de Laguna Woods de 2022. En la Wikipedia en inglés, Moore ha creado grupos de afinidad de editores («WikiProyectos») dedicados a mejorar la cobertura de Wikipedia de eventos actuales como la pandemia de COVID-19. Durante la COVID-19, documentó el creciente alcance de la pandemia en múltiples estados, sectores comerciales y comunidades de los Estados Unidos. Fue uno de los principales contribuyentes a los artículos sobre las protestas posteriores a la muerte de George Floyd. Tras el comienzo del asalto al Capitolio en 2021, él y otros editores administraron la afluencia de contenido nuevo del artículo a medida que el evento se desarrollaba en tiempo real.

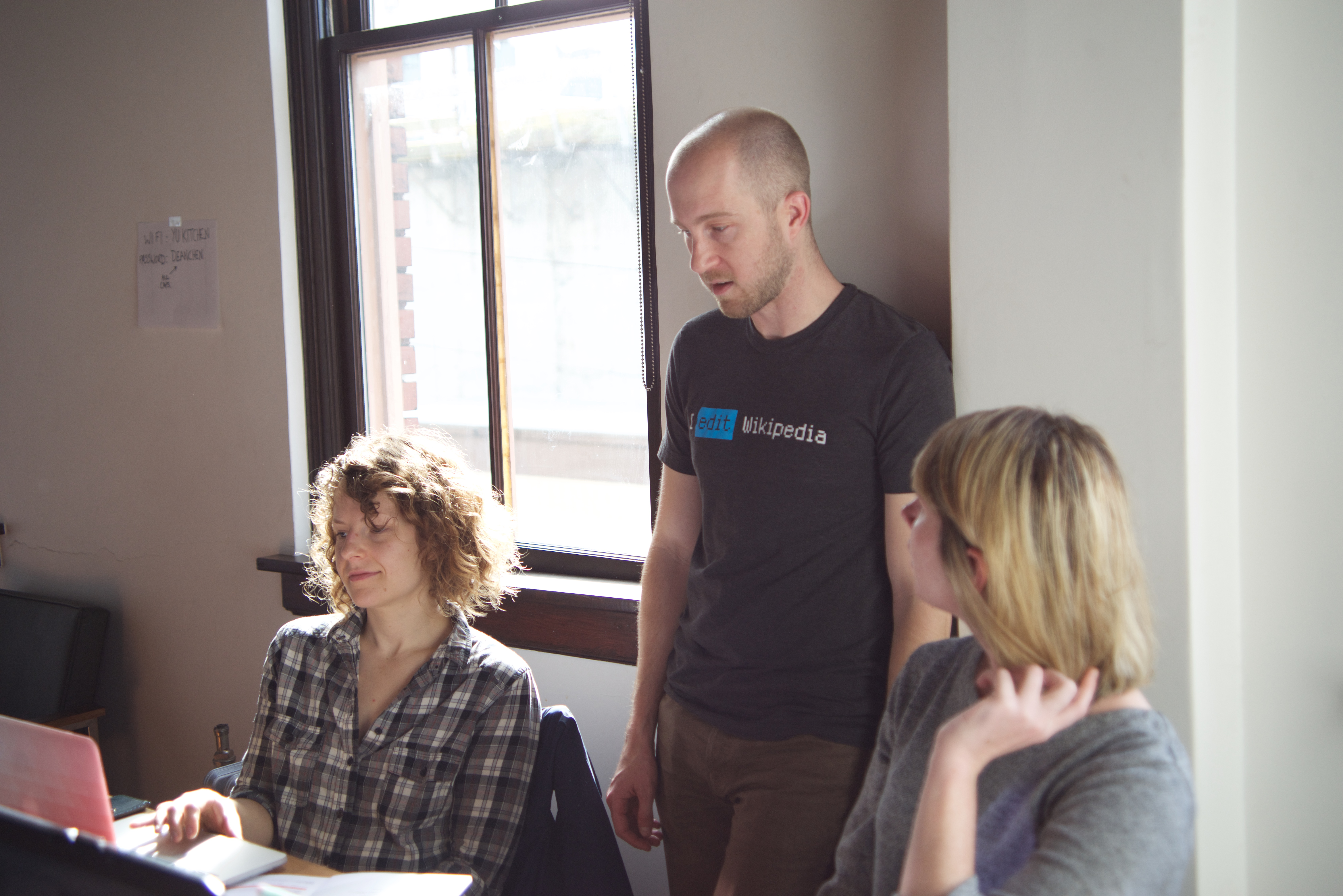
Moore en un editatón de Arte+Feminismo en Portland, Oregón, 2016.

Además, ha escrito sobre temas relacionados con Portland, Oregón, incluyendo anillos de amarre para caballos, rosas, el edificio de lavandería Yale Union y la grabación de Music for a Time of War por la Orquesta Sinfónica de Oregón en 2011. El primer artículo destacado de Moore fue sobre el álbum de 2007 Rufus Does Judy at Carnegie Hall. Moore se siente gratificado con la manera «instantánea de mejorar Internet tan fácilmente» y la satisfacción de «compartir información con el mundo». CNN Business describió a Moore como un «influenciador de Wikipedia».
Además de editar, Moore ha participado en la construcción del movimiento Wikimedia organizando reuniones locales y capacitando a nuevos editores. Un editatón de 2013 que organizó en el Museo de Arte de Portland ha invitado a las personas a utilizar los recursos institucionales para mejorar la cobertura de artistas locales, las organizaciones artísticas y el arte público. Continuó organizando eventos en el área de Portland, especialmente para mejorar la cobertura de Wikipedia sobre las artes y las mujeres artistas de Portland. Moore también ha ayudado a organizar una filial de divulgación específica LGBT de la Fundación Wikimedia y su campaña Wiki Loves Pride para mejorar la cultura LGBT y la cobertura relacionada con la historia.

## Vida personal y carrera
Moore nació en 1984 o 1985. Criado en Houston, disfrutó de informes de libros y proyectos de ciencia como estudiante. Al 2022, vivía en Portland, donde trabajó como estratega digital. y anteriormente trabajó en el departamento de recaudación de fondos de la Orquesta Sinfónica de Oregón.